# Résolution 673 du Conseil de sécurité des Nations unies
Membres permanents
- Chine
- États-Unis
- France
- Royaume-Uni
- URSS

Membres non permanents
- Canada
- Côte d'Ivoire
- Colombie
- Cuba
- Éthiopie
- Finlande
- Malaisie
- Roumanie
- Yémen
- Zaïre

Résolution no 672 Résolution no 674
La résolution 673 est une résolution du Conseil de sécurité de l'ONU votée le 24 octobre 1990. Après avoir réaffirmé la résolution 672 (1990), le Conseil de sécurité des Nations unies déplore le refus d'Israël de recevoir la mission du Secrétaire général dans la région.
Les membres de la mission, autorisés par la résolution 672 (1990) à se rendre dans la région du mont du Temple, ont été empêchés de visiter la zone après qu'Israël ait affirmé qu'il s'agissait d'une ingérence dans ses affaires intérieures. La mission avait pour objet d'enquêter sur les violences (en) qui ont eu lieu sur le mont du Temple à Jérusalem le 8 octobre 1990 et qui ont causé la mort de plus de 20 Palestiniens et blessé plus de 150 personnes, y compris des civils et des fidèles palestiniens.
Le Secrétaire général Javier Pérez de Cuéllar décide ensuite de publier son rapport sans envoyer la mission, qui a été réexaminée dans la résolution 681,.
Le Conseil exhorte instamment Israël de reconsidérer sa décision et d'autoriser la mission à se rendre dans la zone où se sont déroulées les émeutes sur le mont du Temple, qui ont entraîné des pertes en vies humaines et des dégâts matériels.
La résolution 673 est présentée à la réunion par la Colombie, Cuba, la Malaisie et le Yémen. Elle donne lieu à un débat animé au cours duquel le Soudan, soutenu par plusieurs pays non alignés, demande que des mesures énergiques soient prises à l'encontre d'Israël, notamment au titre du chapitre VII de la Charte des Nations unies (pouvoirs du Conseil de sécurité des Nations unies en matière de maintien de la paix).
Israël rejette la résolution, arguant que la résolution 272 (1967) et la situation des Palestiniens ne sont pas comparables à l'invasion du Koweït par l'Irak.